# Born for One Thing
Born for One Thing è un singolo del gruppo musicale francese Gojira, pubblicato il 17 febbraio 2021 come primo estratto dal settimo album in studio Fortitude.

## Descrizione
Traccia d'apertura del disco, a livello musicale il brano ricorda per certi versi la produzione dei Sepultura e si distingue per il cantato marcatamente melodico del ritornello, intervallato dalle strofe in cantato death metal del frontman Joe Duplantier, accompagnate da ritmi sincopati groove metal e a tratti vicini allo sludge metal.
Il testo, ispirato alle letture giovanili di Joe Duplantier sulla filosofia tibetana e thai, affronta il tema del distacco dalle cose materiali, lanciando una critica al sistema consumista.

## Video musicale
Il video, diretto da Charles de Meyer e girato tra Francia e Belgio, alterna riprese di due stanze di un museo di storia naturale. In una si assiste alla scena di un uomo che, dopo aver ingerito una pillola, si trasforma in una donna per poi scappare dalla sicurezza, mentre nell'altra è visibile il gruppo intento ad eseguire il brano.

## Tracce
Testi di Joe Duplantier e Mario Duplantier, musiche dei Gojira.
1. Born for One Thing – 4:20

Traccia bonus nell'edizione di Spotify
1. Another World – 4:24

## Formazione
Hanno partecipato alle registrazioni, secondo le note di copertina di Fortitude:
Gruppo
- Joe Duplantier – voce, chitarra
- Mario Duplantier – batteria
- Christian Andreu – chitarra
- Jean-Michel Labadie – basso

Produzione
- Joe Duplantier – produzione
- Andy Wallace – missaggio
- Johann Meyer – ingegneria del suono
- Jamie Vertz – ingegneria del suono aggiuntiva
- Taylor Bingley – ingegneria del suono aggiuntiva
- Ted Jensen – mastering
- Jorge Taveras – ingegneria Pro Tools
- Billy Knauft – assistenza ingegneria Pro Tools
- Morgan David – assistenza ingegneria Pro Tools

## Classifiche
| Classifica (2021)       | Posizione massima |
| ----------------------- | ----------------- |
| Stati Uniti (hard rock) | 18                |